# Giuseppe Campanari
Giuseppe Campanari (Venezia, 17 novembre 1855 – Milano, 31 maggio 1927) è stato un baritono e violoncellista italiano naturalizzato statunitense.
Iniziò la carriera come violoncellista a Milano al Teatro alla Scala e in tournée in altri paesi d'Europa, ma in seguito emigrò negli Stati Uniti d'America, dove divenne violoncello solista per la Boston Symphony Orchestra, e successivamente professore di violoncello presso il New England Conservatory of Music di Boston. Si dimise da entrambe le cariche per dedicarsi al canto, che aveva studiato per anni come, secondo "strumento", diventando una delle maggiori star dell'opera al Metropolitan Opera.
Cantò anche nella maggior parte dei principali teatri d'opera in Europa, tra cui diverse stagioni trascorse alla Royal Opera del Covent Garden di Londra, e partecipò a concerti con i grandi soprano Nordica, Sembrich, Melba ed Eames.

## Biografia

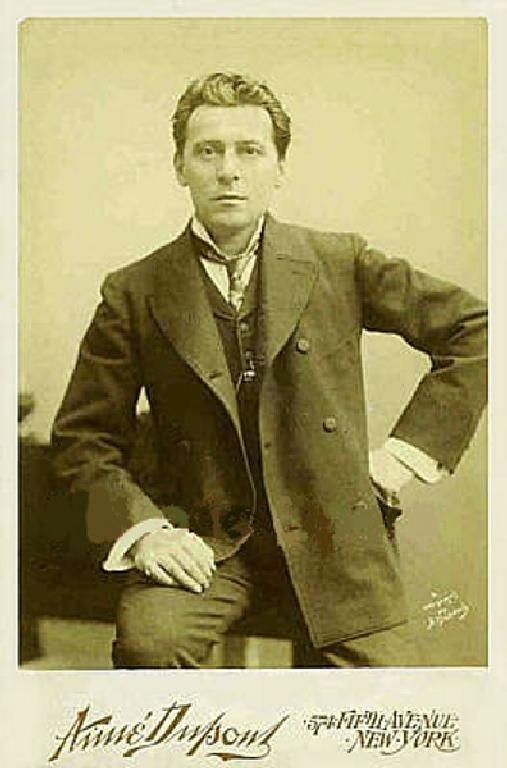
Un giovane Giuseppe Campanari, fotografato a New York da Aimé Dupont

Venne salutato come un virtuoso del violoncello all'età di nove anni e girò per l'Europa con suo fratello Leandro, dando concerti nelle maggiori città europee. All'età di diciassette anni fu nominato primo violoncellista solista alla Scala di Milano con il direttore Alberto Mazzucato. Durante la sua carriera come violoncellista, suonò spesso in concerti di musica da camera con artisti di spicco come Joachim, Wieniawski e Saint-Saëns.  Allo stesso tempo, l'arte vocale lo aveva attratto molto e iniziò lo studio del canto. Il suo primo tentativo come cantante d'opera fu in Un ballo in maschera al Teatro Dal Verme di Milano nel 1880. Dopo aver cantato nelle principali città italiane, si recò in Spagna.
Secondo IMDb, sua moglie si chiamava Mary ma questa informazione è discutibile.
Campanari fu invitato negli Stati Uniti dalla direzione della Boston Symphony Orchestra e arrivò nel 1884, assumendo nuovamente la carica di primo violoncellista solista sotto la direzione del direttore Wilhelm Gericke. Nel 1888 divenne uno dei membri del quartetto d'archi Adamowski, diretto dal violinista Timothee Adamowski.
Cantò per la prima volta Valentine in Faust con la Emma Juch Opera Company quando il loro baritono, Alonzo Stoddard, si ammalò, ma non venne menzionato dalla stampa. Continuò a suonare il violoncello ma non cantò a livello professionale per i due anni seguenti. Alla fine, dopo che il famoso direttore Arthur Nikisch gli diede un'occasione a Louisville, nel Kentucky, iniziò a ricevere altre scritture.
Campanari fece il suo debutto lirico ufficiale come Tonio ne I Pagliacci con la Hinrichs Opera Company a New York il 15 giugno 1893, essendo il primo cantante ad interpretare il ruolo negli Stati Uniti.
Il suo debutto alla Metropolitan Opera avvenne il 30 novembre 1894, quando cantò il ruolo del Conte di Luna ne Il trovatore con il grande tenore Tamagno nel ruolo di Manrico. Nel 1895, ebbe il suo primo successo notevole cantando Ford nella prima produzione statunitense di Falstaff, con Victor Maurel nel ruolo del protagonista. Cantò anche il primo Marcello del Met in La Bohème (1900) e il primo Papageno in Die Zauberflöte (1902–1903) eseguito in italiano.
Campanari rimase con il Met fino al 1912  cantando in più di 200 spettacoli.
Dopo il suo ritiro dalla musica seria, si dilettò brevemente con il Vaudeville, ma trovò il programma di due spettacoli al giorno troppo estenuante per la sua età. Insegnò poi canto a New York e successivamente a Milano, dove sua figlia Marina ottenne successo come soprano. Morì a Milano nel 1927 all'età di 71 anni.
Campanari realizzò diverse registrazioni discografiche prima della prima guerra mondiale. La sua prima sessione di registrazione fu con l'etichetta Columbia nel 1903. Nonostante fossero i primi dischi, sono notevoli per la loro chiarezza e mostrano il calore e l'agilità della sua fine voce, costante, ben coltivata. Alcune delle sue registrazioni sono disponibili su ristampe di CD.

## Repertorio
| Ruolo           | Titolo                          | Autore      |
| --------------- | ------------------------------- | ----------- |
| Escamillo       | Carmen                          | Bizet       |
| Enrico Ashton   | Lucia di Lammermoor             | Donizetti   |
| Valentino       | Faust                           | Gounod      |
| Mercuzio        | Romeo e Giulietta               | Gounod      |
| Tonio/Taddeo    | Pagliacci                       | Leoncavallo |
| Compare Alfio   | Cavalleria rusticana            | Mascagni    |
| Conte di Nevers | Gli ugonotti                    | Meyerbeer   |
| Nélusko         | L'africana                      | Meyerbeer   |
| Figaro          | Le nozze di Figaro              | Mozart      |
| Papageno        | Il flauto magico                | Mozart      |
| Marcello        | La bohème                       | Puccini     |
| Figaro          | Il barbiere di Siviglia         | Rossini     |
| Gran Sacerdote  | Sansone e Dalila                | Saint-Saëns |
| Rigoletto       | Rigoletto                       | Verdi       |
| Conte di Luna   | Il trovatore                    | Verdi       |
| Giorgio Germont | La traviata                     | Verdi       |
| Renato          | Un ballo in maschera            | Verdi       |
| Amonasro        | Aida                            | Verdi       |
| Ford            | Falstaff                        | Verdi       |
| Kothner         | I maestri cantori di Norimberga | Wagner      |